# Tutaryd
Tutaryd är kyrkby i Tutaryds socken i Ljungby kommun i Kronobergs län belägen tre kilometer öster om Ljungby. 
I byn ligger Tutaryds kyrka.